# Chute-Saint-Philippe
Chute-Saint-Philippe är en kommun i provinsen Québec i Kanada. Den ligger i regionen Laurentides, i den sydöstra delen av landet, 150 km norr om huvudstaden Ottawa.